# Hannah Van Buren
Hannah Van Buren (8. ožujka 1783. – 5. veljače 1819.) bila je žena Martina Van Burena.